# Ali Mebarki
Ali Mebarki (arab. ‏علي مباركي‎; ur. 28 grudnia 1944 w Pierrefonds) – algierski bokser wagi piórkowej, olimpijczyk.
Wystąpił na Letnich Igrzyskach Olimpijskich 1968. W pojedynku 1/16 finału poniósł porażkę na punkty (1–4) z Marokańczykiem Mohamedem Sourourem.
Odpadł w 1/4 finału Igrzysk Śródziemnomorskich 1967 po porażce z Hiszpanem Aquilino Guarido. W 1969 roku uczestniczył w meczu międzypaństwowym w Bukareszcie, w którym Algieria zmierzyła się z rezerwową reprezentacją Rumunii. Algierczycy, w tym Mebarki, przegrali wszystkie pojedynki.